# Nemadactylus gayi
Nemadactylus gayi är en fiskart som först beskrevs av Kner, 1865.  Nemadactylus gayi ingår i släktet Nemadactylus och familjen Cheilodactylidae. Inga underarter finns listade i Catalogue of Life.